# 12.º Regimiento Antiaéreo (mot. mixto)
El 12º Regimiento Antiaéreo (mot. mixto) (2. Flak-Regiment (gem. mot.)) fue una unidad de la Luftwaffe durante la Segunda Guerra Mundial.

## Historia
Fue formado el 1 de octubre de 1936 en Berlín-Heiligensee con 6 de - 10 Baterías. El 1 de octubre de 1937 fue redesignado como I./32º Regimiento Antiaéreo. Reformado el 1 de octubre de 1937 en Berlín, con 6 de - 10 Baterías, como le. Abt. Desmantelado el 15 de noviembre de 1938, y fue utilizado para formar el IV./Regimiento Antiaéreo General Göring. Reformado en enero de 1941(?) en Berlín del 123.er Batallón Antiaérea de Reserva con 6 de - 10 Baterías.
Las baterías 7., 9., 10./12 fueron destruidas y en mayo de 1943 en Túnez, pero fue reformado en Iraklion en octubre de 1943(?):
- 7./12 de 2./806
- 9./12 de 4./le.73
- 10./12 nuevo

## Servicios
- octubre de 1936 - febrero de 1938: bajo el mando del Höh.Kdr.d.Flakart. en el II Distrito Aéreo.
- febrero de 1938 - julio de 1938: bajo el III Comando Administrativo Aéreo.
- julio de 1938 - agosto de 1939: bajo el I Comando de Defensa Aérea.
- abril de 1941: en Grecia.
- 7., 9. y 10./12 se trasladó a África a finales de 1942.
- junio de 1941 - diciembre de 1943: de Iraklion/Creta bajo el 58º Regimiento Antiaéreo.
- 1 de enero de 1944: bajo la 19º División Antiaérea (58º Regimiento Antiaéreo).
- 1 de febrero de 1944: bajo la 19º División Antiaérea (58º Regimiento Antiaéreo).
- 1 de marzo de 1944: bajo la 19º División Antiaérea (58º Regimiento Antiaéreo).
- 1 de abril de 1944: bajo la 19º División Antiaérea (58º Regimiento Antiaéreo).
- 1 de mayo de 1944: bajo la 19º División Antiaérea (58º Regimiento Antiaéreo).
- 1 de junio de 1944: bajo la 19º División Antiaérea (58º Regimiento Antiaéreo).
- 1 de julio de 1944: bajo la 19º División Antiaérea (58º Regimiento Antiaéreo).
- 1 de agosto de 1944: bajo el 58º Regimiento Antiaéreo.
- 1 de septiembre de 1944: bajo la 19º División Antiaérea (58º Regimiento Antiaéreo).
- 1 de octubre de 1944: bajo la 19º División Antiaérea (58º Regimiento Antiaéreo).
- 1 de noviembre de 1944: bajo la 19º División Antiaérea (58º Regimiento Antiaéreo).
- 1 de diciembre de 1944: bajo la 19º División Antiaérea (58º Regimiento Antiaéreo).
- 1944 - 1945: Agram y Linz.